# Lag time
Lag time is de tijd die verstrijkt tussen het gasgeven met een auto of motorfiets en de reactie van het voertuig.
Uiteraard streeft men ernaar deze reactietijd zo kort mogelijk te houden. Dit gebeurt onder andere door de toepassing van brandstofinjectie, en in races door een ride by wire-systeem waarbij de commando's niet meer mechanisch door kabels, maar elektrisch worden gestuurd. Een turbocompressor vergroot de lag time, dit heet dan turbolag.